# Zantedeschia aethiopica

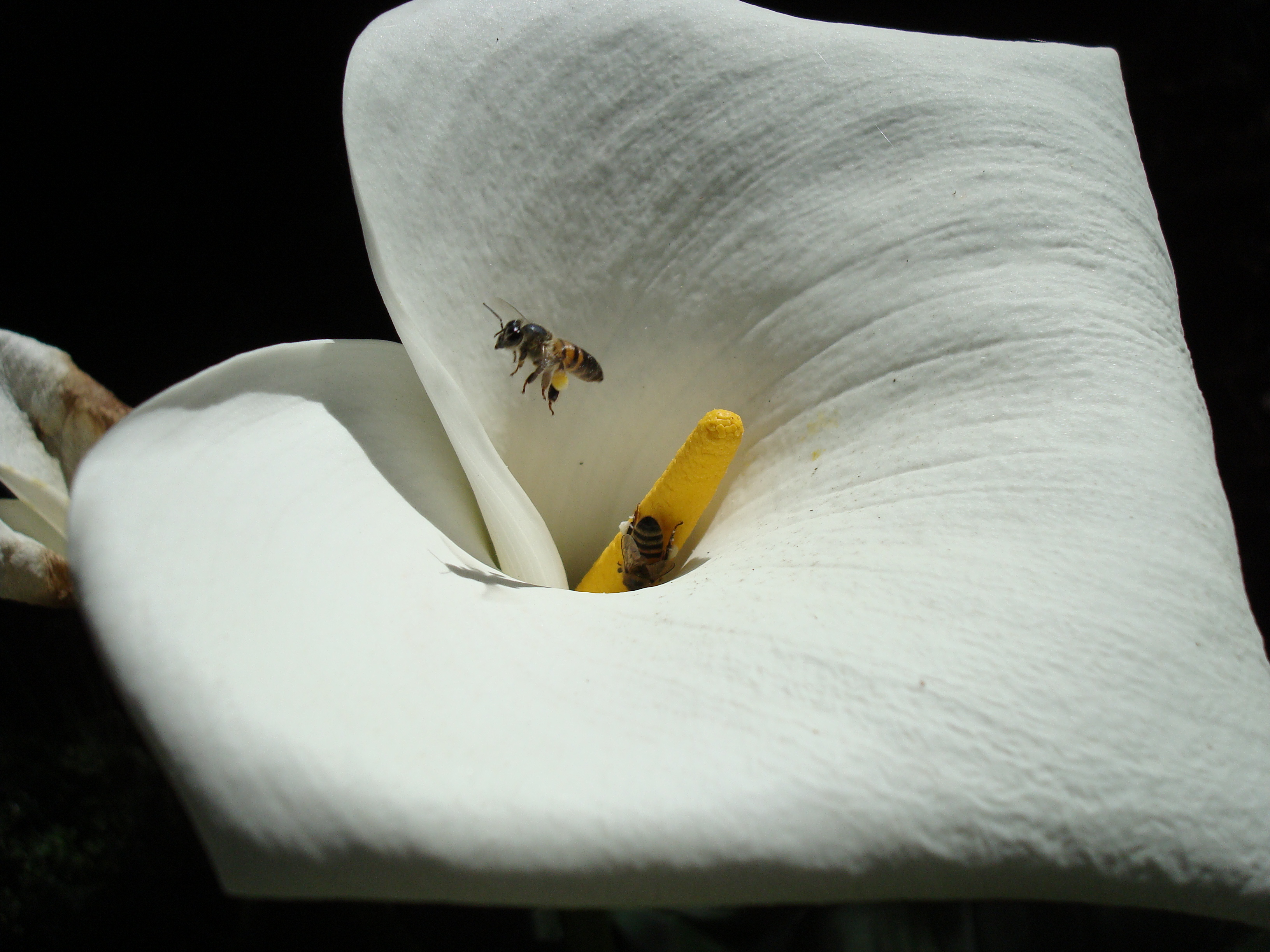
Flor com abelhas em seu interior.

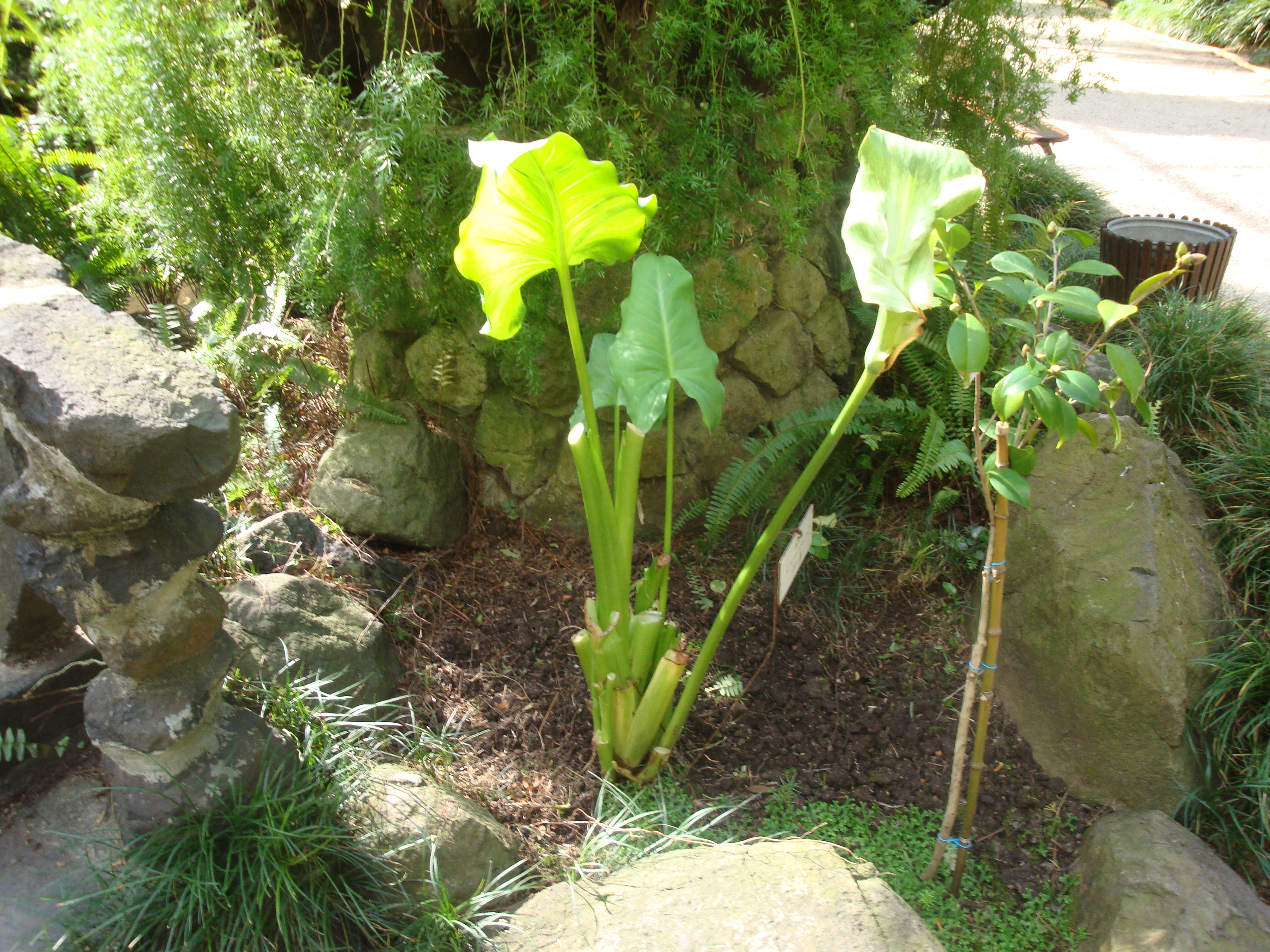
Vista geral da planta (hábito).

Zantedeschia aethiopica (L.) Spreng., 1826 é uma espécie de planta com flor pertencente à família Araceae. A espécie é amplamente utilizada como planta ornamental e para produção de flores de corte, sendo conhecida pelos nomes comuns de copo-de-leite(pt-BR) ou jarro(pt-PT?)ou boca-de-jarro(pt-AO?).

## Descrição
A autoridade científica da espécie é o botânico alemão Kurt Sprengel, tendo sido publicada em Systema Vegetabilium, editio decima sexta 3: 765. 1826.
A planta é originária da África do Sul, comum em lugares com abundância de água. Forma grandes extensões em deltas de rios, nas margens de lagos e outros lugares abundantes em água. 
É usada como ornamental em outras zonas de clima temperado, devido às suas flores grandes e à facilidade com que se cultiva. É muito vendida em floriculturas e apreciada em jardins. 
É tóxica, devido à presença de oxalato de cálcio.
No oeste da Austrália, é considerada uma espécie invasora que compromete a flora e a fauna locais. Na região, seu cultivo é proibido e sua venda punida com multa.
Foi introduzida como planta ornamental nas regiões subtropicais e temperadas da Europa, incluindo Portugal, encontrando-se naturalizada em vastas regiões. Nos Açores e Madeira, apresenta carácter invasor.
Trata-se de uma planta exótica invasora, listada no Decreto-Lei n.º 92/2019, de 10 de outubro.